# Bankgarancia
A polgári jogban a bankgarancia a szerződést biztosító mellékkötelezettségként a bank kötelezettségvállalása arra, hogy meghatározott feltételek esetében és határidőn belül a kedvezményezettnek a megállapított összeghatárig fizetést fog teljesíteni.

## Külső hivatkozások
- Nemzeti Jogszabálytár